# 神余の弘法井戸
神余の弘法井戸（かなまりのこうぼういど）は千葉県館山市神余字畑中の巴川にある井戸。

## 概要
黄色味をおびた塩水が湧き出ており、地元では弘法井戸とか塩井戸、弘法水などと呼ばれている。千葉県の指定有形民俗文化財に指定されている。

## 伝承
「昔々、この地に訪れた僧侶がある農家に立ち寄り、食事を求めたところ里人の快いもてなしを受けた。ところが出された料理には塩気がないものばかりだったため、里人に尋ねると塩が買えないと答えた。これを聞いた僧侶は礼に塩水を授けようと川に錫杖を突き刺し祈ると塩水が噴出し井戸ができた。後日、僧侶が弘法大師とわかり、里人は感謝の意をこめて無量山来仰寺を建立したという」。